# سرواژه‌ها در علوم هوانوردی هوافضا
این یک لیست از کلمات اختصاری و اختصارات مورد استفاده در فن استفاده از دستگاههای الکتریکی و خودکار در هوانوردی و نجوم از دستگاههای الکتریکی و خودکار در هوانوردی و نجوم(اویونیک) است
.

## A
- A/P: خلبان خودکار
- ABAS: سامانهء افزونگی بر پایهء هواپیما
- ACARS: سامانهء آدرس دهی و گزارش مخابراتی هواپیما
- ACAS: سامانه اجتناب از برخورد هوابرد
- ACC: مرکز کنترل ناحیه
- ACMS: سامانهء پایش موقعیت هواپیما
- ACP: بخش کنترل تجهیزات صوتی
- ACS: سامانه کنترل صوت
- ADAHRS: سامانهء مرجع اطلاعات هوا و موقعیت هواپیما نسبت به خط مسیر
- ADC: محاسبه گر داده های هوا
- ADF: جهت یاب خودکار
- ADI:  شاخص نگرش سرپرست
- ADIRS: سامانهء مرجع داده های لختی هوا
- ADIRU: واحد مرجع داده های لختی هوا
- ADM: ریز پیمانهء اطلاعات هوا
- ADS: نظارت وابستهء خودکار یا سامانهء اطلاعات هوا
- ADS-A:نظارت آدرس خودکار وابسته
- ADS-B: نظارت پخش خودکار وابسته
- AFCS: سامانهء کنترل پرواز خودکار
- AFD: سرپرست پرواز خلبان خودکار
- AFDC: کامپیوتر سرپرست پرواز خلبان خودکار
- AFDS: سامانهء سرپرست پرواز خلبان خودکار
- AFIS: سرویس اطلاعات پرواز خودکار یا سامانهء اطلاعات پرواز هوابرد
- AGACS: سامانهء مخابرات زمین هوای خودکار, به ATCSS یا پیوند داده هم شناخته می شود.
- AGC: کنترل خودکار بهره
- AGDL: پیوند دادهء هوا و زمین
- AHC: مهار موقعیت هواپیما نسبت به خط مسیر
- AHRS: سامانهء مرجع موقعیت هواپیما نسبت به خط افق و جهت حرکت آن
- AIDS: سامانهء دادهء مجتمع هواپیما
- AIXM: مدل تبادل اطلاعات هوانوردی
- ALC: کنترل خودکار سطح
- ALT: فرازاسنج(آلتیمتر) یا فرازا
- ALT Hold: حالت نگه داشتن فرازا (زاویه ی بلندی نسبت به افق)
- ALTS: انتخاب فرازا (زاویه ی بلندی نسبت به افق)
- AMLCD: صفحه نمایش کریستال مایع ماتریس فعال
- AMS: سامانهء مدیریت هوا
- ANC: حذف نوفهء فعال
- ANN: اعلام گر هشدار – سامانهء هشدار احتیاط معمولاً شامل هشدارهای دیداری و صوتی به خلبان می شود.
- ANR: کاهش نوفهء فعال
- ANT: [[آنتن{سرون} (رادیو)|آنتن]]
- AOP: طرح عملیاتی هواپیما
- APC: کامپیوتر خلبان خودکار
- APM: ماژول ویژگی هواپیما
- APS: سامانهء خلبان خودکار
- APU: واحد انرژی کمکی
- ARINC: رادیوی هوانوردی ضمیمه شده
- ASD: صفحه نمایش موقعیت هواپیما
- ASDL: پیوند دادهء ماهواره هوانوردی
- ASR: رادار مراقبت فرودگاه
- ASU: واحد سوئیچینگ الکترونیک هوانوردی
- AT: دریچهء خودکار مهار هوا
- ATC: مهار عبور و مرور هوایی
- ATCT: برج مراقبت عبور و مرور فرودگاه
- ATCRBS: سامانهء راداری راهنمای مهار عبور و مرور هوایی
- ATCSS: سامانهء علامت دهی مهار عبور و مرور هوایی
- ATIS: خدمات اطلاعات پایانهء خودکار
- Avionics: الکترونیک هوانوردی